# Sugihwaras (Prambon)
Sugihwaras is een bestuurslaag in het regentschap Nganjuk van de provincie Oost-Java, Indonesië. Sugihwaras telt 8871 inwoners (volkstelling 2010).